# Lara De Simone
Lara De Simone (geboren 1993 in Heidelberg) ist eine deutsche Schriftstellerin.

## Leben
De Simone wuchs dreisprachig in ihrer Geburtsstadt Heidelberg auf. Sie begann schon früh zu schreiben, verfasste mit 13 Jahren ihren ersten Roman und gründete am Gymnasium 2010 eine Theater-AG für Kinder der Unterstufe, mit der sie zwei Eigenproduktionen aufführte. 2012 wurde sie beim Treffen junger Autor*innen im Rahmen der Berliner Festspiele ausgezeichnet.
Seit 2013 studiert sie Kreatives Schreiben und Kulturjournalismus an der Universität Hildesheim. 

## Auszeichnungen
- 2012 Auszeichnung beim Treffen junger Autor*innen

## Bibliografie
- Secrets : Was Kassy wusste. Oetinger34, Hamburg 2016, ISBN 978-3-95882-065-4.
- Linkshänderland : Der Auftrag. Baumhaus, Köln 2014, ISBN 978-3-8339-0117-1. E-Book: Bastei Entertainment, 2014, ISBN 978-3-8387-5993-7.